# Souvenirs (álbum de The Gathering)
Souvenirs es el séptimo álbum de estudio de la banda neerlandesa de rock The Gathering. Fue lanzado en febrero de 2003, bajo el sello independiente Psychonaut Records, fundado por la propia banda en 1999.  
Fue el primer disco larga duración editado fuera de la discográfica Century Media Records y el primero bajo Psychonaut Records.
Es además el último álbum de sesión en el que aparece el bajista Hugo Prinsen Geerligs.

## Lista de canciones
1. "These Good People"
2. "Even the Spirits Are Afraid"
3. "Broken Glass"
4. "You Learn About It"
5. "Souvenirs"
6. "We Just Stopped Breathing"
7. "Monsters"
8. "Golden Grounds"
9. "Jelena"
10. "A Life All Mine"

La versión del CD también contiene una pista adicional llamada "Telson."  En la edición en vinilo de este disco,  Telson es la pista final.

## Créditos
- Anneke van Giersbergen - vocalista/guitarras
- René Rutten - guitarras/flauta
- Hugo Prinsen Geerligs - bajo
- Hans Rutten - batería
- Frank Boeijen - teclados

## Invitados
- Kristoffer Rygg (de  Ulver) –  letras y  vocales on "A Life All Mine"
- Dorothy - coros en "You Learn About It"
- Wouter Planteijdt – guitarra eléctrica y acústica en "These Good People" y  "You Learn About It"
- Mathias Eick – trompeta en  "We Just Stopped Breathing"
- Kid Sublime – ritmos en  "We Just Stopped Breathing"
- Michael Buyens – bajo en  "You Learn About It" y "Monsters"
- Zlaya Hadzich – letras en "Monsters" y  "We Just Stopped Breathing"

- Datos: Q1849099